# Lespesia protoginoi
Lespesia protoginoi är en tvåvingeart som först beskrevs av Blanchard 1966.  Lespesia protoginoi ingår i släktet Lespesia och familjen parasitflugor. Inga underarter finns listade i Catalogue of Life.